# Fisch + Tipps
Das Magazin Fisch + Tipps ist eine unabhängige Kundenzeitschrift für den Fischeinzelhandel sowie die entsprechenden Abteilungen im Lebensmittelhandel und den Warenhäusern.

## Inhalt und Schwerpunkte
Das Magazin versteht sich als „zusätzliche Verkaufsförderungsmaßnahme“ für den Handel und stellt Fisch und Meeresfrüchte daher in einem „genussorientierten Umfeld“ vor. Neben Informationen über die Ressource Fisch besteht der inhaltliche Teil aus Reportagen über den Fang und die Zucht sowie aus saisonal passenden Rezepten.

## Erscheinungsweise und Verbreitung
Die Zeitschrift erscheint fünfmal pro Jahr: vierteljährlich anlässlich der Jahreszeiten im Frühling (März), Sommer (Juni), Herbst (September) und Winter (Dezember) sowie mit einem „Festheft“ im November. Die verbreitete Auflage liegt nach Eigenaussage bei 195.000 Exemplaren; seit dem vierten Quartal 2009 wird der Titel nicht mehr der IVW gemeldet.

## Weitere Aktivitäten
Aus den redaktionellen Ergebnissen der Zeitschrift sind zwei ergänzende Bücher entstanden: Das Fischbuch 2010 und Ein Fischbuch für Kinder.